# Performance (Kunst)
Als Performance Art oder im deutschen Sprachraum auch kurz Performance wird eine situationsbezogene, handlungsbetonte und vergängliche künstlerische Darbietung eines Künstlers oder einer Künstlergruppe genannt. Die Kunstform hinterfragt die Trennbarkeit von Künstler und Werk sowie die Warenform traditioneller Kunstwerke.
Performances können anderen Strömungen, Kunstrichtungen, Bewegungen und Kunsttheorien zugeordnet sein, wie Body-Art, Happening und Fluxus. Es gibt Überschneidungen mit der Konzept- und Aktionskunst. Die Wiener Aktionisten und die Neo-Dadaisten beschrieben ihre Auftritte und Aktivitäten als Live Art, Action Art, Intervention oder auch Manoeuvre.
Der Kunstrichtung wohnt die Überwindung einer Regelästhetik inne sowie der Auffassung, dass nur dauerhafte, werthaltige, beliebig handhabbare und verkäufliche Objekte, etwa Gemälde und Skulpturen, als Kunst zu betrachten seien.

## Begriff

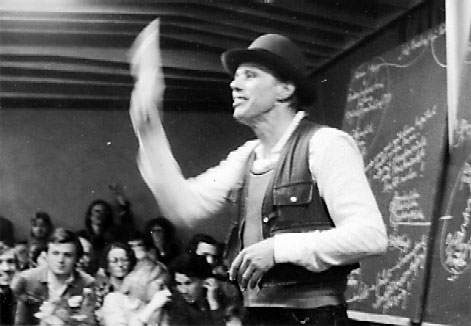
Jeder Mensch ein Künstler – Auf dem Weg zur Freiheitsgestalt des sozialen Organismus.
Joseph Beuys, Vortrag 1978 in Achberg

In den 1960er Jahren wurde, zunächst in den USA, der Begriff „Performance Art“ zu einer Sammelbezeichnung für künstlerisches Geschehen, das den üblichen Kontext der „Performing Arts“ (Darstellenden Künste) und der „Visual Arts“ (Bildenden Künste) sprengte: Happenings, „Live Events“, Fluxuskonzerte, Straßenaktionen und Demonstrationen als öffentliches künstlerisches Ereignis.
Beeinflusst durch Antonin Artaud, Dada, die Situationistische Internationale und Konzeptkunst wurde „Performance Art“ um 1970 in den USA von Künstlern wie Allan Kaprow verstärkt als Antithese zu Theater formuliert und zunehmend als konzeptuell eigenständige Kunstform verstanden. In der „Performance Art“ dieses Typs sollte ein künstlerisches Ereignis nie in der gleichen Weise wiederholt werden und nie eine Struktur wie ein Stück aus der Darstellenden Kunst haben. Im Deutschen wird die so definierte Kunstform häufig mit der Kurzform „Performance“ oder „Kunstperformance“, bezeichnet. Im englischen Sprachraum ist die Verwendung der Kurzform nicht möglich, da das Wort hier nur die allgemeine Bedeutung der „Vorstellung“ hat.
Theoretiker und Künstler unterscheiden Performances, die sich aus Konzepten der Bildenden Kunst entwickelt haben, von Formen, die aus den Darstellenden Künsten kommen, wie etwa die Theaterperformance, Musikperformance oder Literaturperformance. Auch eine Theaterperformance ist aber nicht wie ein Drama und eine Theateraufführung vorstrukturiert. Der künstlerische Prozess wird in ihr, in Form einer unmittelbaren Handlung und Präsenz, zum Werk selbst. Der Körper des Künstlers oder (seltener) die Körper der vom Künstler beauftragten ausführenden Performer zum künstlerischen Medium. Es wird keine theatralische Rolle gespielt, sondern das Präsentierte im Augenblick des Geschehens wahrhaftig durchlebt. In den Darstellenden Künsten dagegen (die seit den letzten Jahrzehnten allerdings zunehmend von Performance-Konzepten beeinflusst werden, vice versa) tritt der Mime hinter der Rolle zurück, die er in einem Stück spielt, so wie im klassischen Ballett der Tänzer hinter der Figur zurücktritt, die er in einer Choreografie tanzt.
„Performance“ ist ein interpretativer Begriff, wie beispielsweise „Demokratie“. Widerspruch und Meinungsverschiedenheit sind darin bereits enthalten, eine allgemeinverbindliche Definition ist in diesem Sinne unmöglich. Die Widersprüchlichkeit rivalisierender Deutungen und Bedeutungen ist ihr wesentlicher Bestandteil.

## Beschreibung

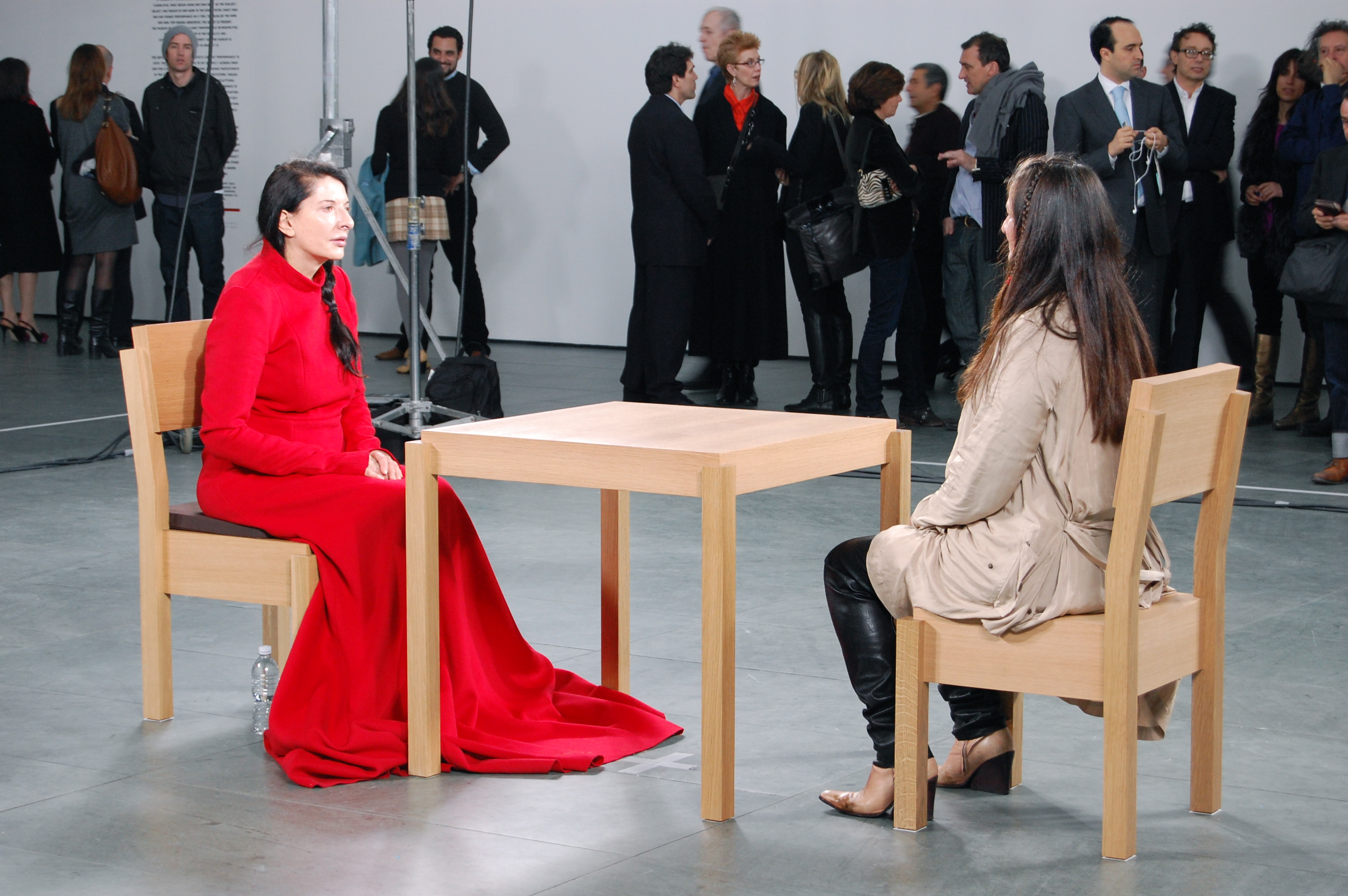
Marina Abramović: The Artist is Present, Museum of Modern Art 2010

„Performative Arbeit“ in der Kunst, aber auch in anderen Kulturbereichen wie Spiel oder Sport, ist auf die Präsentation des verwertbaren Selbst vor anderen ausgerichtet, wobei die Präsenz des Anderen sowohl als Instrument wie auch als Objekt in Erscheinung tritt. Häufig ist Performance ortsgebunden, kann jedoch überall, zu jeder Zeit und ohne zeitliche Begrenzung stattfinden. Dabei kommen vier Grundelemente ins Spiel: Zeit, Raum, der Körper des Performers und eine Beziehung zwischen dem Künstler und den Zuschauern. Es gibt zwar Performances, deren Ablauf oder Konzept einer präzisen Dramaturgie folgen, die soziologische und philosophische Kontingenz der Entwicklung im Ablauf einer Performance ist jedoch ein wesentliches Element. Nicht selten sind Performances offene künstlerische Versuchsanordnungen ohne Ablaufkonzept.
Manche Zuschauer glauben, Elemente Darstellender Kunst, des Zirkus, des Entertainments oder experimenteller Musik in einer Performance zu erkennen, obwohl die Inspiration aus dem audiovisuellen Kontext der Bildenden Kunst, aus einer Beziehung zu Propaganda und Agitation (Dada und Neoismus) oder aus performance-eigenen Konzepten kam. Andere Performances sind tatsächlich Darstellende Kunst oder Musik, beispielsweise die Musikperformances in Tradition von John Cage. Die kunsthistorisch treffende Interpretation einer bedeutenden Performance kann daher ebenso komplex sein wie die Interpretation großer Werke in anderen Kunstsparten.
Da eine Performance, wenn sie einmaliger Ausdruck einer künstlerischen Lebenssituation war, als gespielte Rolle wiederholt, eine Art Fälschung werden könnte, legen viele bekannte Performer und Performance-Gruppen Wert auf die mediale Dokumentation und Rezeption ihrer Performances im Kunstbetrieb. Dokumentationen in Videotechnik oder Performances direkt als Videokunst oder Film sowie Performance-Fotografie, werden in Ausstellungen gezeigt und auf dem Kunstmarkt gehandelt, manchmal ironisch oder provokativ als Reliquie oder Souvenir. Ebenso wird Performance meist durch angekündigte Veranstaltungen, Beschreibungen und Kritiken in den Kunstbetrieb eingebettet.
In der digitalisierten Mediengesellschaft stellen Performer wie Marina Abramović die Frage, ob Performance als ephemere Kunst stärker auf Wiederholbarkeit ausgerichtet werden müsse, damit seit Beginn der Kunstform in Performances kodiertes kulturelles Wissen nicht verloren geht und nicht verfälscht und missbraucht werden kann.

## Ursprünge
Performance in der bildenden Kunst und Performance in der darstellenden Kunst sind unterschiedliche Konzepte, die sich in einem produktiven Spannungsverhältnis befinden. Die Konzepte von Performance als bildender Kunst und von Performance in den darstellenden Künsten haben in diesen Kunstgattungen ihre jeweils eigene Entwicklung und Geschichte.
Im europäischen Kunstkontext nehmen Bewegungen der künstlerischen Avantgarde des 20. Jahrhunderts wie Futurismus und Dadaismus Elemente von Performance vorweg. Vorläufer von Performance in den 1950er Jahren sind unter künstlerischen Arbeiten im Neo-Dada oder bei Gutai, einer japanischen Kunstrichtung, zu finden.
Wie Elisabeth Jappe in „Performance, Ritual, Prozess“ schreibt, ist Performance einerseits Prozesskunst, die sich aus Action Painting und Happening entwickelte. Andererseits steht die Kunstform in Beziehung zum Ritual als einem grundlegenden Element menschlicher Kultur. Die künstlerische Auseinandersetzung mit Ritualen schamanistischer Art, aber auch mit Ritualen europäisch oder anders geprägter Gesellschaften, ist untrennbar mit der Entstehung der Kunstform verbunden. Während Rituale jedoch durch möglichst unveränderte Wiederholung gekennzeichnet sind, war eines der prozessorientierten Elemente von Performance, dass sie nie wieder so ausgeführt werden sollte wie zuvor.

## 1960er Jahre
In den 1960er Jahren entstehen aus einer kritischen Haltung gegenüber der Verwertung von Kunst im Kunstbetrieb und in der Gesellschaft vermehrt performanceartige Formen künstlerischer Arbeit, meist jedoch als Teil von Happenings, Musiktheater und Fluxusstücken. Unter dem Einfluss der 68er-Bewegung wurden einige Happenings und performance-ähnliche Aktionen politisch demonstrativ gestaltet. Vor den 1970er Jahren hatte der Begriff Performance künstlerisch jedoch nur im Englischen in der darstellenden Kunst eine Bedeutung.
Als Vorläufer und Wegbereiter von Performance als eigener Richtung bildender Kunst (oder in „Visual Art“) können genannt werden: Simone Forti, Yves Klein, Yoko Ono, Allan Kaprow, Lil Picard, Carolee Schneemann, Joseph Beuys, Bazon Brock, Wolf Vostell, Nam June Paik, Piero Manzoni, Valie Export, Yayoi Kusama und Al Hansen.
Simone Fortis Stück Huddle (1961) wurde später als das bahnbrechende Stück für die Entwicklung der Performance angesehen. Im April 1961 präsentierte sie Huddle als Teil ihres Programms An Evening of Dance Constructions in Yoko Onos Loft in Manhattan. Huddle entziehe sich noch immer einer vorschnellen Interpretation. Sie seien in einer Metaphern-freien Zone aufgetreten, weil Forti keine Bilder vorgegeben habe. Sie habe damit eine völlig neue Haltung in die Welt des Tanzes gebracht, erinnert sich Steve Paxton 2014: „Es war für Betrachter ein Schock, eine Bedeutung vorenthalten zu bekommen, mit der sie die Erfahrung eines solchen künstlerischen Projekts hätten einordnen können.“ Als sie 1960 mit den Dance Constructions anfing, habe sie diese Stücke noch nicht so genannt, schreibt Forti 2011. Sie entsprangen dem Bedürfnis, das eigene körperliche Unbehagen zu nutzen, um „etwas so Einfaches und Grundlegendes wie die Anziehungskraft zwischen der Masse meines Körpers und der Erde zu spüren, oder weil ich den Wunsch hatte, zu drücken, zu ziehen und zu klettern.“
Yoko Onos Concept-Art-Stück Wall piece for orchestra aus dem Jahr 1962, in dem sie begleitet von einem konventionellen Orchester kontinuierlich ihren Kopf auf den Bühnenboden schlug, würde heute als Performance gelten.
Allan Kaprow hatte mit dem Happening eine Kunstform entwickelt, die das Publikum zum Teilnehmer und Akteur eines Ereignisses machte. Prozessorientiertes Happening hatte großen Einfluss auf die spätere, teils konventioneller erscheinende Kunstform Performance, die vor Publikum, im Wesentlichen ohne dessen Beteiligung, ablief.
Lil Picard begann ihre Serie von Bed-Performances ab 1964 im Alter von 65 Jahren. Ihre Performance Construction-Destruction-Construction in der Factory wurde von Warhol gefilmt und in seinem Underground Experimentalfilm „****“ (Four Stars) 1968 veröffentlicht. Es handelte sich um Performances im damals in New York üblichen Sinne der Vorführung eines künstlerischen Stückes, die starke Züge von Happening hatten, Stilelemente der späteren Performances der 1970er Jahre aber bereits vorwegnahmen. Ihre letzte Performance der Bed-Serie veranstaltete Picard 1981 mit 82 Jahren.
Events und Happenings von Yayoi Kusama ab Mitte der 1960er Jahre können im Nachhinein teils als „Fotoperformance“ oder „Straßenperformance“ interpretiert werden.
Performance-ähnliche Arbeiten von Joseph Beuys zeigen seine für spätere Performer weiterhin bedeutende schamanistische Herangehensweise.
Der Sprung in die Leere (Le Saut Dans le Vide) von Yves Klein in der Rue Gentil-Bernard, Fontenay-aux-Roses, im Oktober 1960 war ein Vorläufer der späteren Foto- und Medienperformances (Foto Harry Shunk). Die fotografische Dokumentation spielt mit der Vorstellung, der Sprung habe tatsächlich so stattgefunden. Das Foto blendet jedoch umfangreiche Vorkehrungen aus, die Yves Klein und der Fotograf für diesen Eindruck benötigten. Der Sprung könnte als Performance gelten, deren Bühne ein Foto ist.
Einen mit einem Vorhang versehenen offenen Karton vor die nackte Brust geschnallt, ging Valie Export 1968 in München auf die Straße. Eine Videokamera hält fest, wie vor allem Männer die Gelegenheit nutzten, um hineinzugreifen. Der Straßenaktion folgte 1969 eine Performance im Stadtkino München, die Formen von Performances der 1970er Jahre vorwegnimmt: Aktionshose Genitalpanik.
In den 1960ern und 1970ern waren Happening- und Performancekünstler wie Robert Whitman, eher interessiert, Abgrenzungen zwischen Kunstsparten und zwischen Kunst und Wissenschaft zu überwinden, als sie festzuschreiben. Whitman verbindet Elemente aus Happening, Performance und Theater.

### Wiener Aktionisten
In den 1960er Jahren entstanden aktionistische Arbeitsformen, in denen Anteile von Happening, Theater, Body-Art und späterer Performance erkennbar wurden. Die Wiener Aktionisten nehmen Elemente von Performance teils vorweg, ihre Arbeiten werden kunsthistorisch jedoch nicht als typische Performances im engeren Sinn betrachtet.
Die Materialaktionen Otto Muehls grenzt er selbst von Happening und von Kunst überhaupt ab. Obwohl Muehl oft als Performancekünstler bezeichnet wird, ist nicht belegt, dass seine Aktionen und seine eigenen Aktionen in der Zeit seines therapeutischen Aktionstheaters in den 1970er Jahren als Performancekunst im engeren Sinne zu betrachten sind.
Als Performance fast ausschließlich für das Medium Fotografie können erst im Nachhinein die sechs ästhetisch radikalen und einflussreichen Arbeiten des Wiener Aktionisten Rudolf Schwarzkogler zwischen Februar 1965 und Herbst 1966 beschrieben werden. Ähnlich wie Yves Klein beim Sprung in die Leere spielt Rudolf Schwarzkogler mit dem Eindruck der unmittelbaren Präsenz des Akteurs: Vermeintliche Selbstverletzungen und Selbstverstümmelungen sind für das Medium Fotografie inszeniert. Meist ist er selbst dabei nicht die zentrale Figur, sondern setzt jemand als Figur oder vermeintlich Erleidenden ein, dessen Identität im Foto nicht enthüllt wird.
Rudolf Schwarzkogler starb 1969 nach einem Sturz aus dem Fenster. Um ihn und sein Werk entstanden zahlreiche Mythen und Fehlinterpretationen, meist im Zusammenhang mit Themen wie Kastration, Selbstverstümmelung und Suizid. Eine Kunstfigur, in der solche Mythen eine von Schwarzkogler abgekoppelte, unabhängige Existenz führen, ist der erfundene kanadische Performer John Fare.
Aktionen von Günter Brus, vom Wiener Spaziergang am 5. Juli 1965 bis zur Zerreißprobe 1970, zeigen Charakteristika, die später Bedeutung als Merkmale von Performancekunst bekommen. Seine körperbezogenen ästhetischen Grenzüberschreitungen sind, ähnlich denen Schwarzkoglers, prototypisch für Body-Art.
Aktionen und Performances von Wolfgang Flatz, erstmals 1974, dann bis in die 90er Jahre, sind keine direkten Weiterführungen des Wiener Aktionismus, setzen teils jedoch auf verwandter Basis autoaggressive Inszenierungen fort, wobei konzeptionelle Beziehungen zu Body-Art und Pop Art festzustellen sind. Flatz bezieht oft den Voyeurismus und die körperliche Aggressivität des Publikums ein, dem er seinen Körper extrem ausliefert. Er riskierte bleibende Verletzungen ebenso in autoaggressiven Performances, in denen es keine Eingriffsmöglichkeiten für Publikum gab.
Autoaggressiven Aktionen von Performern und Aktionisten werfen die Frage auf, inwieweit es künstlerisches Mittel sein kann, die körperliche Unversehrtheit scheinbar oder tatsächlich aufzugeben.

## 1970er Jahre
Wird Performance eng als bildende Kunst definiert, die visuelle Innovationen der Malerei und Bildhauerei um Dimensionen wie Handlung und Zeit erweitert, sind Happenings und Fluxusaktionen, die performanceähnliche Elemente enthalten, nur als Vorläufer zu betrachten. Nach dieser Auffassung (vgl. Jappe) entsteht Performance als eigene Kunstform erst Anfang der 1970er Jahre. Während es im Happening nur Mitwirkende geben sollte, führen Performer ihre Arbeit den von sonstiger Teilnahme eher ausgeschlossenen Zuschauern unmittelbar oder über Medien vor.
Einige Künstler, deren Arbeit bereits gegen Ende der 1950er Jahre in Richtung Aktionskunst tendierte, oder die in den 1960er Jahren Happenings veranstalteten, gingen Anfang der 1970er Jahre dazu über, ihre Kunst in der Form von Performance zu präsentieren. So begann Carolee Schneemann, die in den 1960er Jahren mit einer Gruppe von Künstlern eine eigene Form des Happenings, das „Kinetic Theater“ entwickelt hatte, mit Soloperformances, die den weiblichen Körper radikal und innovativ als künstlerisches Medium zeigten und Zuschauern Gelegenheit gaben, eigenes geschlechtsspezifisches Verhalten freudig zu reflektieren.
Gilbert & George wurden bekannt als „The Singing Sculpture“ (1970): Sie standen mit Goldfarbe bemalt auf einem Tisch oder Sockel, ließen das Lied „Underneath the Arches“ ablaufen und posierten mimisch oft für Stunden dazu. Viele andere Arbeiten führten Gilbert & George mit ausdruckslosem Gesicht in zusammenpassenden Geschäftsanzügen aus. Sie lehnen es ab, ihre Aktionskunst von ihrem alltäglichen Leben zu trennen und definieren ihre gesamte Aktivität und sich selbst als lebende Skulptur („living sculpture“).
Joan Jonas brachte zwischen 1972 und 1976 das Medium Video in Dialog mit Performance und erweiterte die formalästhetischen Grundlagen feministischer Video- und Performancekunst.
Für Bruce Nauman sind „Handeln“ und „Darstellen“ wie im englischen „to act“ eine Einheit. Er beschäftigte sich mit Routinen und Gewohnheiten, wie dem Auf- und Abgehen oder einer Handbewegung, die durch Wiederholung zu Performance mit theatralischem Charakter werden. Direkt inszeniert für Video rücken seine Performances in die Nähe medial vermittelten Theaters.
Neue Medien und öffentlicher Raum bestimmen den Performance-Begriff bei Jochen Gerz. In „Rufen bis zur Erschöpfung“ (1972) verwickelt er sich in einen Kampf mit dem Medium Video, in dem der Künstler (das „Original“) letztendlich der Entfremdung in der Reproduktion durch die Maschine unterliegt.
Andere Erweiterungen der Kunstrichtung gab es durch Marina Abramovic, Vito Acconci und Timm Ulrichs. Marina Abramovic bezieht in der Performance „Rhythm 10“ von 1973 die Verletzung ihres Körpers konzeptuell ein.
Stelarc setzte sich ab 1970 in Performances mit dem Verhältnis Mensch und Maschine auseinander. Mark Paulines Survival Research Lab begann 1978 damit, Maschinen als Performer auftreten zu lassen.
Eine Verbindung zwischen Performance-Kunst und Musikperformance entwickelte Laurie Anderson: „Laurie Anderson begann ihre Laufbahn als Performancekünstlerin irgendwo zwischen Body Art und autobiographischer Kunst (…).“ „Als klassisch ausgebildete Geigerin begann sie ihre Fähigkeiten 1974 in ‚Dusts on Ice‘ einzusetzen, einem Freiluftstück, (…), in dem ihr Spiel von Tonbandmusik begleitet wurde, während sie in Schlittschuhen auf einem schmelzenden Eisblock stand.“

## 1980er Jahre
Für die zugrunde liegende Außenseiterposition wurden auf spielerische und ironische Weise selbst Vorbilder aus der Frühzeit europäischer Kulturgeschichte herangezogen. Zunehmend bis in die 1990er Jahre sind aus der darstellenden Kunst beeinflusste Performer nicht mehr Träger existentieller Versuchsanordnungen, sondern behandeln ihre künstlerischen Themen so oder ähnlich aus spielerischer Distanz. Hierfür ebenfalls beispielhaft: Paul McCarthy (siehe „Painter“), Pat Oleszko und Forced Entertainment.
Aus Impulsen des Punk entstehen in Europa gleichzeitig Formen der Performance, die in der Maske einer „Musikband“ wie Die Tödliche Doris, Etant Donnés oder Minus Delta t sichtbar werden.
1984 in Chicago begann der amerikanische Performance-Poet Marc Kelly Smith mit Poetry Slam. Dabei ist zur Vermittlung eigener literarischer Texte an das Publikum alles erlaubt, was Stimme und Körper möglich ist. Darüber hinaus steht es den Teilnehmenden frei, diejenigen Gegenstände auf der Bühne zu nutzen, die allen anderen Teilnehmenden ebenso zur Verfügung stehen. Die Auftritte enthalten oft Elemente von Performance, darstellender- oder bildender Kunst.
Ausgenommen Polen und Jugoslawien, wurde Performance, bis zum Niedergang des Ostblocks in den späten 1980er Jahren, von den meisten kommunistischen Regierungen nicht geduldet. Wo unabhängige öffentliche Veranstaltungen als Gefahr galten, wie in der DDR, der Tschechoslowakei, Ungarn und den baltischen Ländern, gab es Performance nur in Wohnungen oder bei scheinbar spontanen Versammlungen in Künstlerateliers, oder als kirchlich geschützte Veranstaltung, oder getarnt, beispielsweise als Foto-Shooting. Isoliert vom westlichen konzeptionellen Rahmen konnte Performance unter verschiedenen Bedingungen wie ein spielerischer Protest oder wie ein bitterer Kommentar verstanden werden. Oft enthielten Performances subversive Botschaften an das Publikum, aber sie galten ohnehin als Ausdruck von Dissens mit der politischen Situation.

## 1990er Jahre
Während sich der Ostblock auflöste, wurden das unterdrückte Werk von Performance-Künstlern wie György Galántai in Ungarn, oder der Collective Action Group in Russland bekannter. Junge Künstler im ehemaligen Ostblock, einschließlich Russland, produzierten nun eine Flut von Performances. Performance setzte sich etwa zur gleichen Zeit als neue Kunstform in Kuba, der Karibik und in China durch. Chinesische Künstler wie Zhang Huan waren in den späten 1980er Jahren noch Performer im Untergrund des kommunistischen China. Anfang der 1990er Jahre wurden ihre Performances Ereignisse der internationalen Kunstszene.

„In diesen Umgebungen wurde Performance zu einer kritischen neuen Stimme mit einer sozialen Kraft, ähnlich der, die sie in Westeuropa, den USA und Südamerika in den 1960er und frühen 1970er Jahren hatte. Es sollte betont werden, dass der Ausbruch an Performance-Kunst in den 1990er Jahren in Osteuropa, China, Südafrika, Kuba und anderswo niemals als sekundäres Ereignis oder als Imitation der Kunst des Westens betrachtet werden sollte.“

In der westlichen Welt, in den 1990er Jahren, wurde Performance als komplette Kunstform Thema für die Museen. So wurden sogar anspruchsvolle Performances in der Rückschau ein Teil des kulturellen Mainstreams.

## 2000er Jahre

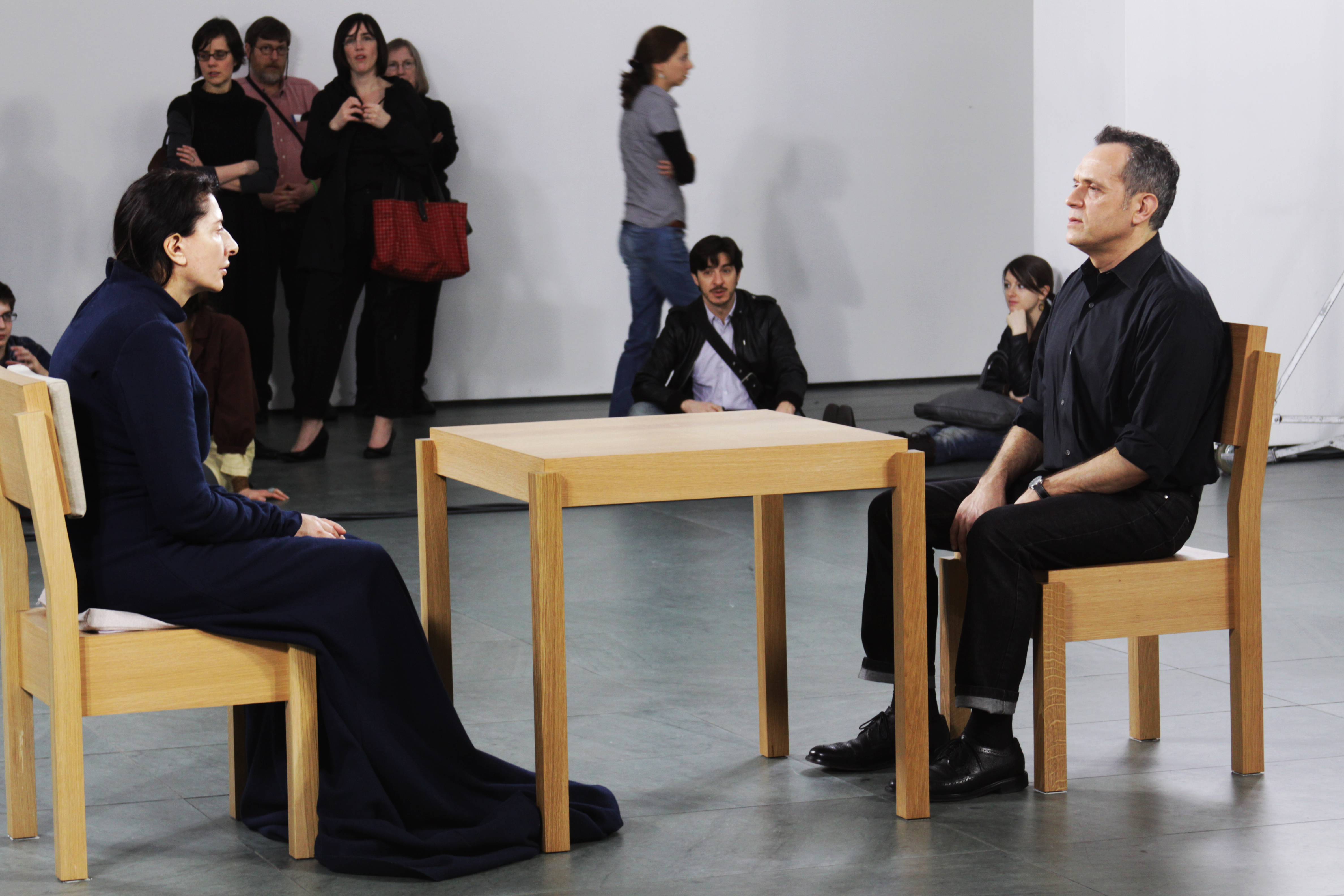
The Artist is Present
Marina Abramović, 2010

Seit den Fotoperformances von Yves Klein und Rudolf Schwarzkogler und den Videoperformances von Joan Jonas ist Performance ein vitaler Bereich der Medienkunst. Die Kuratorin und Kunstkritikerin Christiane Paul zeigte 2003, in Digital Art, dass unterschieden werden kann, wie eine künstlerische Arbeit medial erscheint: Es gibt einerseits die unabhängige künstlerische Arbeit, die zusätzlich in diesem oder jenem Medium dokumentiert wird, oder die ein Medium nutzt, ohne das medieneigene Potential zu untersuchen, andererseits die künstlerische Arbeit im Sinne medialer Kunst, die das Medium als Bühne begreift, oder weitergehend, das Medium selbst ausschöpft und so zum künstlerisch reflektierten Gegenstand werden lässt.
Performance, die das Medium Video oder andere Medien als Bühne begreift, ist bis heute eine vitale Kunstform, etwa in den Videoperformances von Alex Bag und Alex McQuilkin. Im Sinne medialer Kunst entwickelt Performance und Aktionskunst im Bereich Neuen Medien und Digitale Kunst neue Formen, wie etwa medienübergreifende komplexe Aktionen, Aktionen im Internet und Performances in und mit virtuellen Welten.
2005 zeigte Marina Abramovic im Solomon R. Guggenheim Museum eine Performanceserie „Seven Easy Pieces“. Von den sieben Performances waren fünf Wiederholungen wegweisender Performances von Künstlerkollegen aus den 1960er und 1970er Jahren: Joseph Beuys 1965, Wie man dem toten Hasen die Bilder erklärt; Valie Export 1969, Aktionshose Genitalpanik; Gina Pane 1973, The Conditioning; Vito Acconci 1973, Seedbed; Bruce Nauman 1974, Body Pressure. Die Frage nach der Wiederholbarkeit ephemerer Kunst wurde damit neu formuliert und der Wert historischer Performances und ihrer Dokumentationen bewusster.

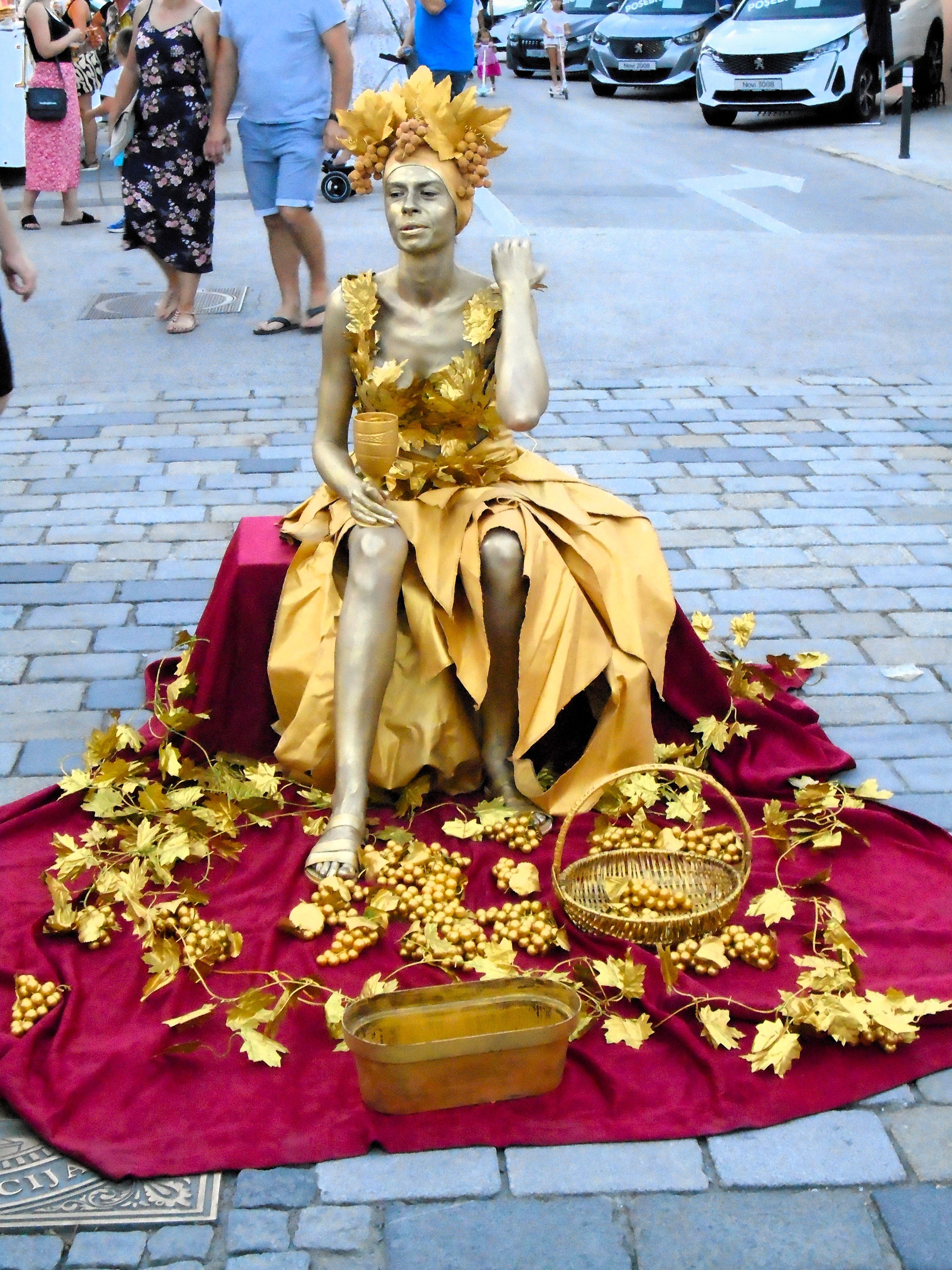
Straßenkünstlerin beim Špancirfest 2023

Während der Retrospektive ihrer Arbeiten 2010 im Museum of Modern Art (MoMa) saß Marina Abramovic während der Öffnungszeit für ihre stille Performance „The Artist is Present“ („Die Künstlerin ist anwesend“) insgesamt 721 Stunden im Lichthof des Museums an einem Tisch. Zuschauer konnten einzeln ihr gegenüber am Tisch Platz nehmen. Ein Teil der Retrospektive waren Wiederholungen ihrer eigenen Performances durch sogenannte Reperformer.
Die institutionelle Zuwendung zur Performance hat Debatten über die Möglichkeit der Dokumentation und des Sammelns dieser ephemeren Kunstform ausgelöst. Ab 2012 war dabei zunächst das TATE-Projekt Collecting the Performative wegweisend. Vor dem Hintergrund der Institutionalisierung von Performance stellten weiters die Brüsseler Initiative A Performance Affair und das Londoner Format Performance Exchange die Frage nach der Sammelbarkeit von Performance-Arbeiten.

## Im deutschsprachigen Raum

### Kunstszenen

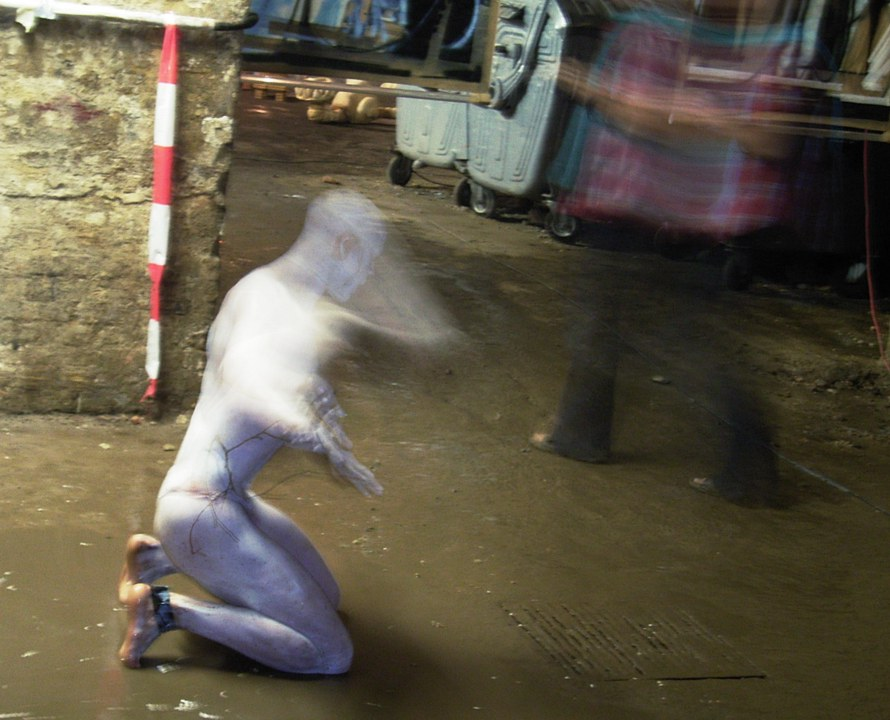
Performer Adam Read 2005 in Berlin

Für Performance bedeutende Kunstszenen gibt es in Berlin, Wien, Hamburg, Basel und Köln. In Köln gab es bereits in den 1960er Jahren performanceähnliche Aktionen international bekannter Künstler, beispielsweise von Nam June Paik, 1961. Seit 1981 bot die Moltkerei Werkstatt einen ständigen Ort für Performances. Al Hansen, bekannt durch die Performance Yoko One Piano Drop, gründete 1987 die Ultimate Akademie in Köln, in deren Lehrprogramm Performance zum Standard gehörte. 1990 begann die „Art Service Association ASA European“ mit der Realisation der von Boris Nieslony eingeführten Idee der Performance Konferenzen. 15 Konferenzen fanden bis 2007 an folgenden Orten statt (Stand 2007): Köln, Frankfurt, Hamburg, Berlin, Mannheim, Essen, Glarus (Schweiz), Bangkok (Thailand), Ho Chi Minh City (Vietnam) und Bedulu (Bali). Anhand der dokumentierten Konferenzen lässt sich die Entwicklung und Vernetzung eines Zweiges der europäischen Performance-Szene mit der internationalen, vorwiegend in asiatischen Ländern verfolgen. Mit The Non-fungible Body? reflektiert das österreichische Museum OÖLKG im OK die jüngsten Entwicklungen der Institutionalisierung von Performance durch ein diskursives Festivalformat, das erstmals im Juni 2022 stattfand.

### Performancegruppen
Zu den Performancegruppen mit Beziehung zum deutschsprachigen Raum zählt Black Market International, eine internationale Gruppe von Performancekünstlern, die ab 1985 zusammenarbeitete und bis mindestens 2005 in wechselnder Besetzung auftrat. Die Anarchistische GummiZelle (AGZ), eine Performancegruppe, die vorwiegend in den 1980er Jahren aktiv war, tritt seit 2002 wieder auf.
Der Performancekünstler Wolfgang Müller ließ 1998 Text und Musik der LP No.1 (1981) seiner Gruppe „Die Tödliche Doris“ (s. o.), durch zwei Gebärdensprachdolmetscher in Gebärden, Gesten und Körperinteraktionen umwandeln (im Prater der Volksbühne Berlin). Das Resultat, Gehörlose Musik, wurde 2007 in einem Berliner Gehörlosenzentrum und einer britischen Galerie vorgestellt. Die Performancekünstlerin Lena Braun gründete 1992 die Queen Barbie Loge für Künstlerinnen, die u. a. auch mit
Performances in Erscheinung trat: 2008 performte Braun in Berlin und Wien die „Auferstehung und Einverleibung“ von einer der Gespielinnen Anita Berbers in den 1920er Jahren.
Ab Mitte der 1990er Jahre gründeten sich mehrere Gruppen, die ähnlich der britischen Forced-Entertainment-Gruppe die Elemente Bildender und Darstellender Kunst, beziehungsweise künstlerischer Performance und Theater, künstlerisch integrieren und erforschen. Bekannt im deutschsprachigen Raum sind unter anderem Showcase Beat Le Mot, Gob Squad, She She Pop, SIGNA, Monster Truck und Rimini Protokoll. Mit einer Betonung auf dem Medium Musik arbeiten die beiden Gruppen Caracho und HGich.T.
Die Kunst- und Theoriegruppe monochrom ist für ihre Arbeit im Bereich Performance bekannt, etwa Eignblunzn, Buried Alive, aber auch Projekte wie Georg Paul Thomann und Sowjet-Unterzögersdorf tragen stark performative Züge, die die Gruppe Context Hacks nennt.
Ebenso übernahm das zeitgenössische Tanztheater Anregungen aus den Performances bildender Künstler.

### Performancekünstler
Zu den international bekannten Performern mit Beziehung zum deutschsprachigen Raum zählen Al Hansen, Nan Hoover und Nam June Paik.
Nam June Paik arbeitete von 1958 bis 1961 im Kölner Studio für elektronische Musik des Westdeutschen Rundfunks (WDR) mit dem Komponisten Karlheinz Stockhausen zusammen. Paik gehört zu den ersten Künstlern, die in Deutschland performanceähnliche Auftritte hatten und war ab 1979 bis Mitte der 1990er Jahre Professor an der Kunstakademie Düsseldorf, lebte hauptsächlich jedoch in den USA.
Nan Hoover ist wie Nam June Paik ein Videopionier. Sie zeigte ihre erste Lichtperformance 1976 in Berlin und lebte und arbeitete danach verstärkt in Deutschland. In ihrem Werk sind Video und Performance teils untrennbar verbunden. Charakteristisch für die strengen und kontemplativen Performances sind Linien als Umriss eines Körpers und die konzentrierte und langsame Bewegung der Performerin vor einem Video oder in einer minimalistischen Licht/Schatten Projektion.
Als deutschsprachige Künstlerinnen, die Performance als Kunstrichtung prägten, können genannt werden: Joseph Beuys, Lena Braun, VALIE EXPORT, Jürgen Klauke, Ulrike Rosenbach, Christoph Schlingensief, Helmut Schober.
In Christoph Schlingensiefs Aktionen und Auftritten in eigenen Theaterproduktionen, bei öffentlichen Anlässen und in Fernsehsendungen seit 1998 haben Ansätze und Methoden des Mediums Performance die möglicherweise breiteste Wirkung im deutschen Raum seit Joseph Beuys erfahren. Bei Schlingensiefs Aktionen sollte die überspitzte Selbstdarstellung das Epizentrum eines aus dem Theater ausbrechenden gesellschaftlichen Prozesses sein (vergleiche: Ausländer raus! Schlingensiefs Container, Church of Fear). Umgekehrt entwickelten bildende Künstler wie Jonathan Meese und John Bock ihre Bild- und Text bezogenen Performances als theaterähnliche Auftritte: z. B. Bocks „Medusa“ (2006 im Magazin der Staatsoper Unter den Linden, Berlin) oder Meeses Beteiligung als Performer und Bühnenbildner für Frank Castorfs Inszenierung von Richard Wagners Die Meistersinger von Nürnberg (2006).
Die Berliner Performancekünstlerin Lena Braun hat in ihrer künstlerischen Laufbahn immer wieder entscheidende Szenen aus den Biographien berühmter Künstlerinnen wie Anita Berber, Djuna Barnes oder Angelika Kauffmann reinszeniert bzw. performt. Fotoaufnahmen dieser Performances machte sie zur Grundlage von Unikatdrucken und Collagen, die international ausgestellt wurden, zuletzt 2020 in den USA.

### Studiengänge und Fortbildungen
Mittlerweile bieten einige Hochschulen Performance-Studiengänge an, die sich oft auf Musik und Gesang fokussieren. Eine eher interdisziplinäre Ausrichtung hat die Qualifizierung Performance Art der Akademie OFF-Theater nrw mit Lehrangeboten der Bereiche Tanz, Theater, Bildender Kunst, Musik und Medien. An der Akademie der bildenden Künste in Wien kann man innerhalb des Fachbereiches Kunst und Zeit Performance studieren. Ebenso in Wien an der Universität für angewandte Kunst steht das Angewandte Performance Lab (APL) allen Studierenden offen.

## Institutionen
International bedeutende Orte für experimentelle Kunst, an denen Aufführungen von Live Art oder Performance Art zum Programm gehören:
- ICA – Institute of Contemporary Arts, London, UK, gegründet 1949
- Tate Modern, London, UK, gegründet 2000
- Western Front, Vancouver, British Columbia, Kanada, gegründet 1973[55]
- De Appel, Kunstzentrum in Amsterdam, Niederlande, gegründet 1975
- Franklin Furnace Archiv (heute Franklin Furnace Foundation[56]) New York, NY, gegründet 1975
- The Kitchen, New York, NY, gegründet 1971
- FADO Performance Art Centre in Toronto, Kanada[57] gegründet 1993
- Moltkerei Werkstatt[42], Köln, Deutschland, gegründet 1981
- OK Offenes Kulturhaus in Linz, Österreich, gegründet 1992
- Kunstraum Niederoesterreich in Wien, vergibt jährlich den H13 Niederoesterreich Preis für Performance, gegründet 2005

## Aktuelle Projekte international
- Action Script: Symposion on Performance Art Practice and Documentation in Asia 2010
- Moments: Eine Geschichte der Performance in 10 Akten ZKM | Zentrum für Kunst und Medientechnologie: Museum für Neue Kunst Karlsruhe 2012
- The Non-fungible Body? Performance Festival und digitale Ausstellung, OÖLKG im OK Linz 2022